# Партія комуністичного відродження
Партія комуністичного відродження (італ. Partito della Rifondazione Comunista, PRC) — італійська комуністична партія, заснована 1991 року під час переходу більшої частини Італійської комуністичної партії на позиції соціал-демократії. Партія входить до складу об’єднання «Європейські ліві». В Європарламенті входила до фракції «Об’єднаних європейських лівих — Північних зелено-лівих».